# Erve Asito
Erve Asito, abans Polman Stadion, és un estadi polivalent a Almelo, Països Baixos. Actualment s'utilitza principalment per a partits de futbol. L'estadi té una capacitat de 12.080 espectadors i va ser construït l'any 1999. És l'estadi oficial de l'Heracles Almelo de l'Eredivisie. El seu terreny està fet de gespa artificial.

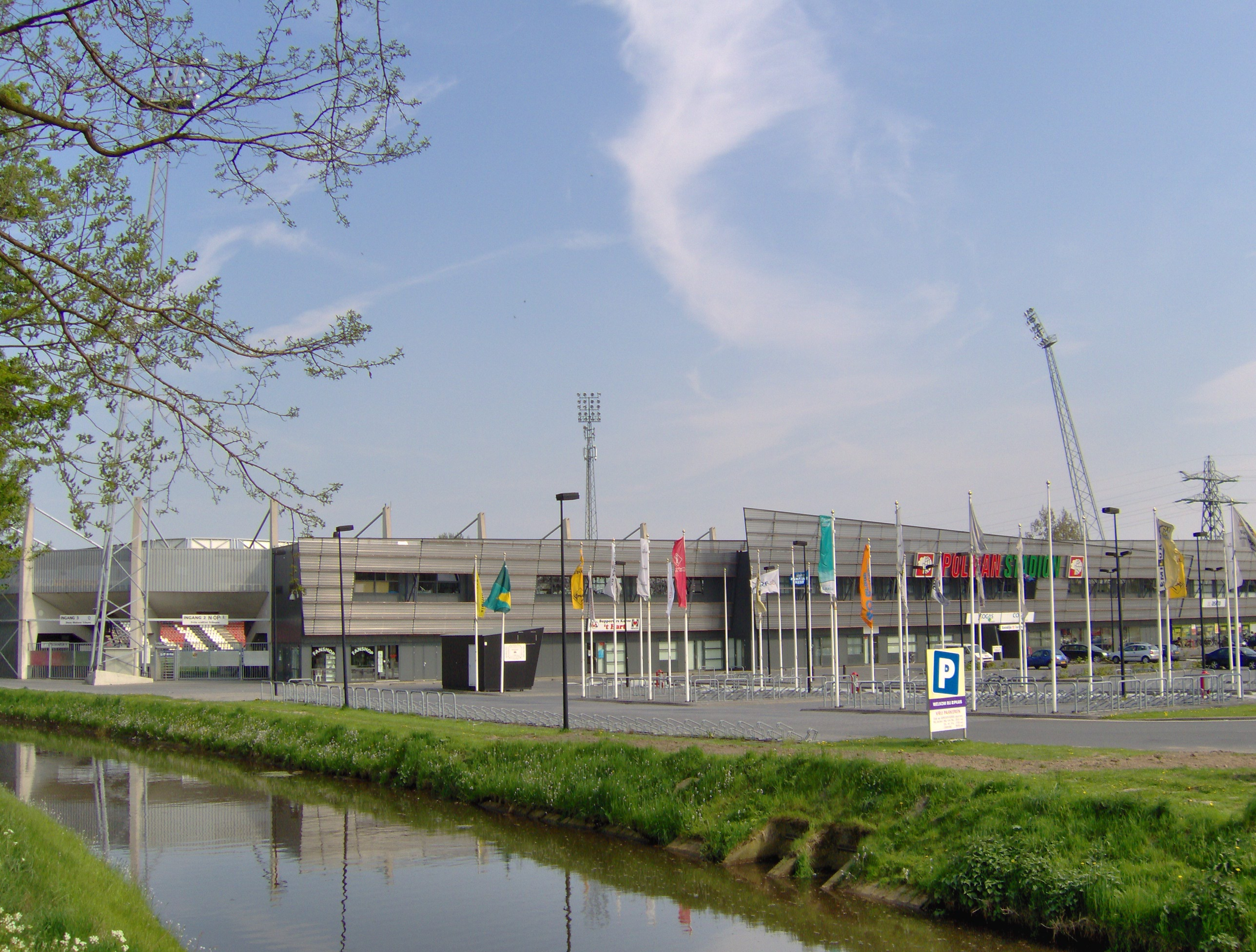
El Polman Stadion abans de l'expansió del 2015

L'estadi va ser inaugurat el 10 de setembre de 1999 seguit del partit inaugural contra el FC Zwolle. El jugador de l'Heracles Job ten Thije va marcar el primer gol al Polman Stadium. L'any 2005 la capacitat de l'estadi es va ampliar de 6.900 a 8.500 seients dels quals 400 estan disponibles per als seguidors de l'equip visitant. El 2015 es va ampliar la capacitat fins a 12.080 seients.
L'1 de juliol de 2019, el nom de l'estadi es va canviar a Erve Asito com a part d'un acord de patrocini de 10 anys.